# Lycaena aditya
Lycaena aditya är en fjärilsart som beskrevs av Moore 1874. Lycaena aditya ingår i släktet Lycaena och familjen juvelvingar. Inga underarter finns listade i Catalogue of Life.